# Limatulichthys griseus
Limatulichthys griseus är en fiskart som först beskrevs av Eigenmann, 1909.  Limatulichthys griseus ingår i släktet Limatulichthys och familjen Loricariidae. Inga underarter finns listade i Catalogue of Life.